# Семья рыбака
«Семья рыбака» — картина бельгийского художника Луи Галле из собрания Государственного Эрмитажа.
В 1848 году Луи Галле находился в приморском курорте Бланкенберге недалеко от Остенде и наблюдал там повседневную жизнь бельгийских рыбаков. На картине изображен рыбак с женой и маленьким ребенком, отдыхающий на берегу. Картина исполнена на основании натурных набросков, причем рисунок Галле цветными карандашами «Рыбак с ребенком» является основным прообразом эрмитажной картины. 
В том же 1848 году картина была выставлена в Брюссельском салоне, где через посредство торговца картинами Артура Стевенса (брата художника Альфреда Стевенса) в октябре 1848 года за 4000 франков ее купил А. М. Горчаков, который на тот момент был посланником в Вюртемберге. Впоследствии картину унаследовал князь К. А. Горчаков, после Октябрьской революции она была национализирована и в 1923 году через Государственный музейный фонд поступила в Государственный Эрмитаж. С конца 2014 года выставляется в здании Главного штаба в зале 342.
В 1855 году Галле написал картину со сходным сюжетом — «Семья рыбака (Ожидание)», с изображением женщины с двумя детьми на берегу моря; эта картина также находится в Эрмитаже.